# Нове Мамангіно
Нове Мама́нгіно (рос. Новое Мамангино, ерз. Од Маманя) — село у складі Ковилкінського району Мордовії, Росія. Входить до складу Новомамангінського сільського поселення.
Населення — 220 осіб (2010; 260 2002).
Національний склад станом на 2002 рік:
- мордва — 86 %